# 普瓦捷战役
普瓦捷战役（英語：Battle of Poitiers）是英法百年战争期间的一场主要战役，1356年9月19日发生于法国普瓦捷附近。黑太子爱德华率領的英軍部隊成功取得了決定性的勝利，俘虜了法王約翰二世，並迫使法蘭西王國於隔年春天簽訂停戰協議。

## 背景
1356年8月8日，英王爱德华三世长子威尔士亲王爱德华（后称黑太子）成为英军骑兵大统帅（Chevauchée）。他从阿基坦登陆向北袭击法国，对法国农村多次实施焦土政策，以确保他的军队在法国中部立足。他的部队几乎没有遇到抵抗，大量城镇和农田被烧毁，直到他们到达图尔的卢瓦尔河。由于倾盆大雨，英军的烧杀掳掠被迫停止。闻讯追击的法王约翰二世，为报诺曼底布勒特伊被围之仇，为求增加他的军队的速度，以追上英军，他将约15,000–20,000名老弱步兵解散，终于在沙特尔将英军赶上。

## 战前的谈判
英国约翰·钱多斯爵士所著的回忆录中有描写普瓦捷战役爆发前的两军的谈判。他所记录的战前双方谈判内容如下：
出席会议的有法国国王、约翰·钱多斯爵士、以及许多当时的名人。法国国王汇集了双方所有的贵族，让所有人畅所欲言，拉长议题想要推迟战争。法方有:唐卡维尔伯爵、桑斯大主教纪尧姆二世·德·默伦、沙尔尼（Charny）、布西科（Bouciquaut）和克莱蒙（Clermont）这些法国国王委员会的成员们。另一边是兴奋的沃里克伯爵、白发的萨福克伯爵和王子的私人顾问巴塞洛缪·德·伯格什，以及有名的詹姆斯·奥德利和钱多斯。他们举行了会议，各自阐述自己的想法。终于双方意见不合，所以每一个人开始离开。若弗鲁瓦·德·沙尔尼预言道：“上帝，既然是这个条约让你没有更多的选择，我提议我们向你宣战，一百年对一百年，从自己身边的每一个选择；并熟悉，无论是百年挫折，所有的人；能确定，要退出这片土地的争夺。我认为这将是最好的，上帝会赐恩给我们，战斗的很多勇士将避免被杀。”

## 英军阵营
法国年代史编者让·弗鲁瓦萨尔（约1337-约1405年，Jean Froissart）所记录的英军普瓦捷战役参战人员：
- 托马斯·德·博尚，第十一代沃里克伯爵（英语：Thomas de Beauchamp, 11th Earl of Warwick）
- 威廉·厄福德，第二代萨福克伯爵（英语：Robert d'Ufford, 1st Earl of Suffolk）
- 威廉·德·蒙塔丘特，第二代萨利斯贝利伯爵（英语：William de Montacute, 2nd Earl of Salisbury）
- 约翰·德·维尔，第七代牛津伯爵（英语：John de Vere, 7th Earl of Oxford）[6]
- 雷金纳德·德·科伯姆，第一代科伯姆男爵（英语：Reginald de Cobham, 1st Baron Cobham）
- 爱德华·勒德斯潘瑟，第一代勒德斯潘瑟男爵（英语：Edward le Despencer, 1st Baron le Despencer）[7]
- 詹姆斯·奥德利（英语：James Audley）勋爵和彼得·奥德利兄弟
- 贝克利勋爵
- 贝塞特勋爵
- 瓦林勋爵
- 德拉华勋爵
- 巴塞洛缪·德·伯格什勋爵
- 费尔顿勋爵[8]
- 彭布罗克的理查德勋爵
- 科辛顿的斯蒂芬勋爵
- 布拉德坦勋爵

### 英军中的法国人
- 彭米尔斯勋爵（来自加斯科涅）
- 朗瓜朗勋爵
- 考蒙特勋爵
- 莱斯帕尔勋爵
- 罗藏勋爵
- 康顿勋爵
- 蒙特弗尔朗勋爵
- 朗迪拉勋爵
- 苏迪克勋爵

### 重骑兵
- 尤斯塔斯·道布雷希库尔勋爵
- 吉斯特烈勋爵
- 丹尼尔·帕塞尔勋爵和安珀斯塔勋爵[9]

## 法军阵营

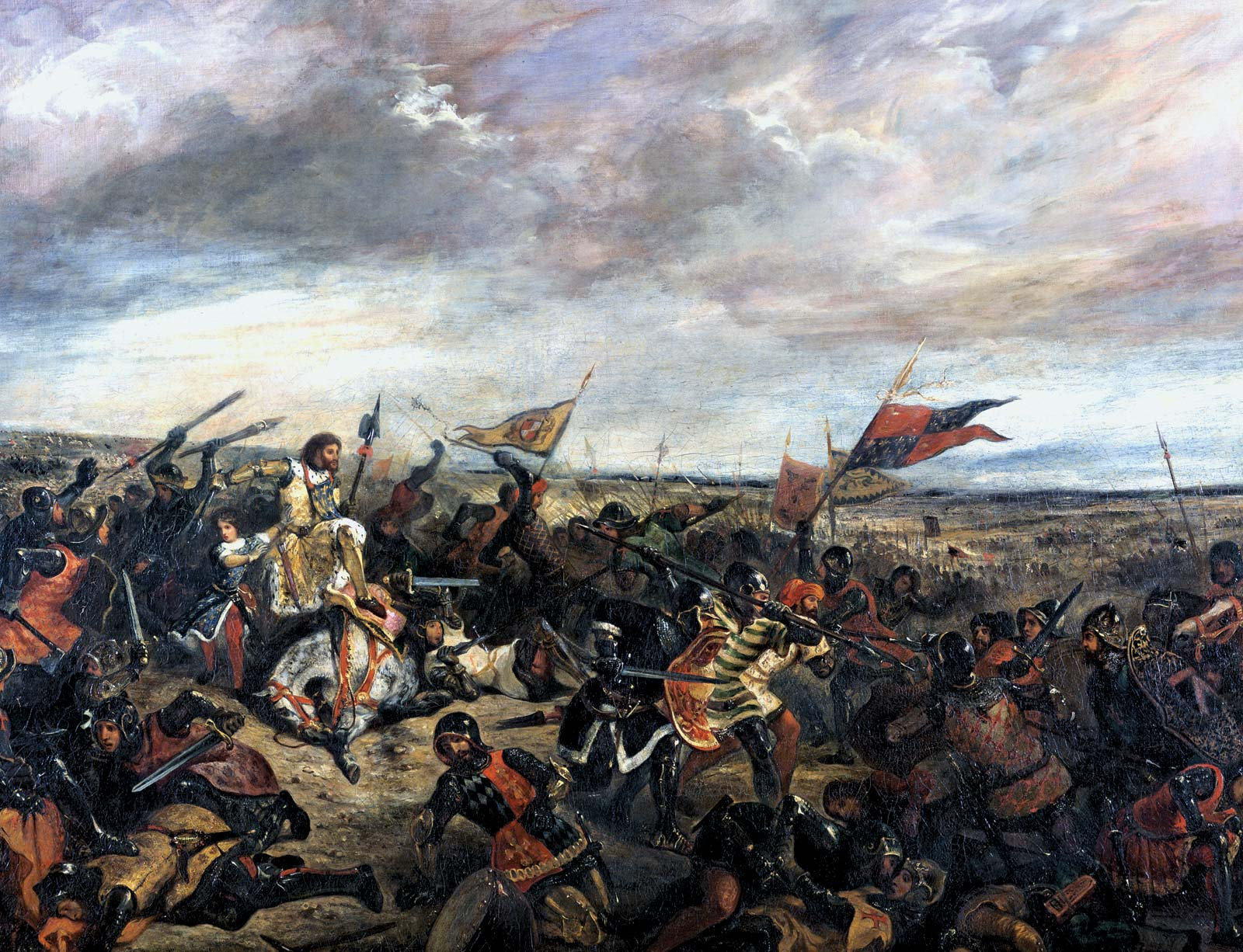
普瓦捷战役 （1356年） 欧仁·德拉克罗瓦

弗鲁瓦萨尔描述一些法国骑士尾随跟踪英国人，并向国王报告英国人的动静。国王来到图赖讷，他的部队通过了卢瓦尔河，一部分驻扎在奥尔良桥，一部分驻扎在默恩、索米尔、布卢瓦、图尔和其他地方。共有两万武装战士和其他士兵。估计有26个公爵和伯爵，超过120面的旗徽，还有国王的四个儿子：诺曼底公爵查理、安茹公爵路易、贝里公爵约翰和菲利普勋爵。
法国军队还包括苏格兰分遣队，指挥官威廉·道格拉斯爵士。弗鲁瓦萨尔描写他作战勇敢，但最终法国战败时只好狼狈离开战场。

## 战役经过
战前1万多法军骑兵排成四列，第一列中间为重骑兵，左右两翼为弓箭手。
6千英军排成两列，第一列中间为长枪步兵，左右两翼为长弓手。
战役开始时，英军将他们的辎重队转移，导致法军认为他们要撤退，法军骑士匆忙变阵，对英军弓箭手发起攻击。由于1346年的克雷西战役中，法军战马被英国弓箭手大量杀伤而造成骑兵失去冲击力，但骑士由于盔甲的保护则伤亡较低。根据弗鲁瓦萨尔记载，“英军攻击敌人，尤其是马匹，箭如雨下。”英国编年史学者杰弗里·贝克写道，法国盔甲是无懈可击的，英军箭头不是滑出就是破碎。马的盔甲在两侧和背部防护较弱，因此弓箭手通常是射在骑兵和马的侧翼，以此阻止骑兵的冲锋。法国人总结了克雷西的教训，在法国皇太子攻击萨利斯贝利时，让大部分骑兵下马，顶着英国弓箭手的箭雨前进，先锋克莱蒙骑兵队不支撤退，后撤的骑兵队与推进的带甲步兵混杂，图中绿色表明法国皇太子与他成千上万的军队在这个阶段的攻击。法军向英军阵前推进，但最终失败，这个阶段的攻击持续了约两个小时。
骑兵攻击后，紧随其后的是步兵攻击。法国皇太子的步兵在激烈战斗后，退出重新集结。下一波攻击的奥尔良公爵步兵见皇太子的步兵退出，引发恐慌并开始转身逃跑。这导致法王约翰二世率领的步兵陷入困境，英国长弓手进行低射，辅助步兵的战斗，一些步兵上马组成了一个临时骑兵队。
此时，约翰二世把两个儿子从战场中送走，小儿子菲利普一直陪伴着他，在他身边直至最后阶段的战斗。皇太子和其他儿子退出时，奥尔良公爵也撤退了。两军激烈交战，英国黑王子爱德华让藏在树林里的后备队出击，由让·德·格拉伊率领的骑兵队绕过法军前阵，攻击法军的侧翼和后方。法国人害怕被包围，开始溃逃。约翰二世最终不支与他的随从们一起被俘。
根据弗鲁瓦萨尔记载被抓获或战死的法军人员：
- 约翰二世，俘虏。
- 菲利普王子，约翰二世最小的儿子，瓦卢瓦勃艮第王朝的祖先，俘虏。
- 波旁公爵皮埃尔一世，战死。
- 戈蒂埃六世和王室总管，战死。
- 让·德·克莱蒙（英语：Jean de Clermont），法国元帅，战死。
- 阿尔诺·奥德雷海姆，法国元帅，俘虏。
- 厄伯爵（英语：John of Artois, Count of Eu）（Count of Eu），受伤被俘。
- 雅克一世，俘虏。
- 埃唐普伯爵（英语：Louis I, Count of Étampes）（Count of Étampes），俘虏。
- 唐卡维尔伯爵，俘虏。
- 达马尔坦伯爵，俘虏。
- 茹安维尔伯爵，俘虏。
- 纪尧姆二世·德·默伦（法语：Guillaume II de Melun），桑斯大主教[19][20]，俘虏。
- 若弗鲁瓦·德·沙尔尼（英语：Geoffroi de Charny），金焰旗掌旗官，为保护金焰旗而战死。最终旗帜被英军缴获。

## 战后

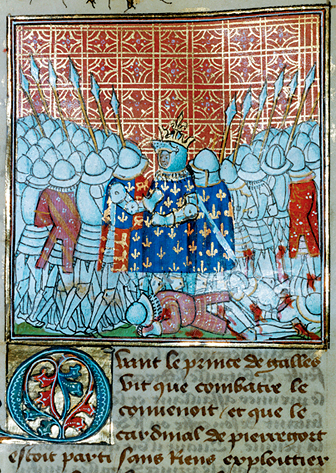
被俘的好人约翰二世.

黑太子爱德华不久之后写了一封信给伦敦的人：
It was agreed that we should take our way, flanking them, in such a manner that if they wished for battle or to draw towards us, in a place not very much to our disadvantage, we should be the first ... the enemy was discomfited, and the king was taken, and his son; and a great number of other great people were both taken and slain.
参见法国国王约翰二世的赎金

## 战后法国
中世纪的法国史学家和卡默利特派修士让·德·弗内特（Jean de Venette）生动地描述了这一时期法国的混乱情况，他亲眼目睹到：
从那时起整个王国都乱了，国家败坏，小偷和强盗无处不在。贵族鄙视和憎恨所有其他人，没有去思考相互有益的事以及上帝和人民的利益。他们统治并洗劫了农民和农村的男人。不要指望他们保卫国家，抵抗敌人。农民被他们踩在脚下，抢劫和掠夺他们的东西。
弗内特提到这里，不仅仅是指法国贵族，雇佣兵也掠夺农民和教堂。

## 延伸阅读
- 伯纳德·康威尔: 1356年, HarperCollins, 2012. ISBN 978-0007478200.
- Christian Cameron, The Ill-Made Knight, Orion, 2013.